# Alassane Ouattara
Alassane Dramane Ouattara (n. 1942) és un polític de Costa d'Ivori. Actualment, ocupa el càrrec de president de la República, des de l'11 d'abril de 2011. Fou també primer ministre del seu país entre el 1990 i el 1993.

## Biografia
Es va refermar a la presidència del país després de la detenció de Laurent Gbagbo. Fill d'un pròsper comerciant, va obtenir un màster en Economia per la Universitat de Pensilvània, Estats Units, el 1967. Des de llavors va ocupar diversos càrrecs al Fons Monetari Internacional (FMI) i al Banc Central dels Estats d'Àfrica Occidental (BCEAO), del qual va ser nomenat governador el 1988.
L'abril de 1990 el president ivorià, Félix Houphouët-Boigny, li encomano resoldre la greu crisi econòmica que afectava el país. Poc després va ser nomenat primer ministre, càrrec en què es va mantenir fins al 1993.
El 1999 es va haver d'exiliar uns mesos, fins al cop d'estat del general Robert Gueï. El suport a aquest va originar les primeres discrepàncies amb Gbagbo, que va guanyar les presidencials del 2000, en què la candidatura d'Ouattara va ser vetada. El 2002 una revolta militar va originar una guerra civil que el va portar novament a l'exili. Va haver-hi reconciliació i va tornar el 2006, però les presidencials es van anar posposant fins al 2010. En aquestes, en contra del criteri de la comunitat internacional, Gbagbo es va autoproclamar vencedor, cosa que va derivar en una nova guerra civil.
L'exèrcit va tancar les fronteres i les notícies provinents de mitjans de comunicació estrangers van ser restringides a tot el país. Gbagbo va ser declarat president pel Consell Constitucional en una cerimònia el dissabte 4 de desembre de 2010. Hores més tard Ouattara va dir que ell també havia pres el seient presidencial. La Unió Africana, la Unió Europea, ECOWAS, els Estats Units, les Nacions Unides i França en qualitat d'antiga potència colonial van rebutjar la presidència de Gbagbo. El Fons Monetari Internacional va rebutjar continuar treballant a Costa d'Ivori al·legant que només treballen amb governs reconeguts per les Nacions Unides.
Els conflictes van prevaldre al gener, febrer, març i començaments d'abril, quan els enfrontaments entre militars del bàndol d'Ouattara i Gbagbo es van empitjorar. L'opinió Pública Internacional va reconèixer Ouattara com a president legítim, mentre que Gbagbo es negava a acceptar la derrota i atrinxerat al Palau Presidencial. El 10 d'abril forces de França i l'ONU van llençar bombes a la casa presidencial i, l'11 d'abril les forces Pro-Ouattara van prendre el palau i van arrestar el president Laurent Gbagbo, després va ser portat a un hotel a la capital on demanava acabar amb les armes i n'acceptava la renúncia.

## Presidència
Sota la seva presidència, la justícia és manipulada per neutralitzar els seus oponents polítics. La Comissió Electoral Independent (CEI), encarregada de les eleccions, és molt disputada per l'oposició a causa del control que hi exerceix el govern. El 2016, la Cort Africana de Drets Humans i dels Pobles va reconèixer que la CEI no era imparcial ni independent i que l'Estat de Costa d'Ivori violava, entre altres coses, la Carta Africana de Drets Humans i dels Pobles. En un informe confidencial fet públic per la premsa, ambaixadors europeus evoquen autoritats que "són hermètiques a les crítiques internes o externes i políticament massa febles per acceptar el joc democràtic". Milers d'opositors són empresonats pel seu règim.
El 2017, les tensions van reaparèixer entre les forces que havien ajudat Ouattara a prendre el poder el 2011. Durant mesos, els antics rebels del Nord han estat reclamant el preu del seu compromís militar amb ell. Després de diversos motins al gener i maig, més de 8.000, integrats a les Forces Republicanes de Costa d'Ivori (FRCI), van rebre finalment una prima de 18.000 euros. No obstant això, les antigues tropes aliades no han rebut cap premi i es continuen amotinant. També demana l'alliberament dels presos polítics per "acabar amb la justícia dels vencedors".4
La pobresa augmenta entre 2011 i 2016.